# Serbske Słowo
Serbske Słowo (рус. Серболужицкое Слово) — еженедельная политическая двуязычная газета на верхнелужицком и немецком языках, выходившая в 1919 году. Печатный орган Серболужицкого национального собрания. Сыграла важную роль в национальном возрождении серболужицкого народа.
Инициатором выпуска газеты стал Арношт Барт, предложивший издавать её на основе выпускаемых им периодических политических листовок «Listy ze Serbow» и «Blätter für das Wendentum». Первый номер газеты вышел 25 января 1919 года. Последний номер газеты был выпущен 31 декабря 1919 года. До сентября 1919 года главным редактором был Макс Штрымпа и с сентября этого же года — секретарь Серболужицкого национального собрания Ян Брыль. До сентября редакция находилась в Дрездене. В сентябре один из руководителей Серболужицкого национального собрания Божидар Добруцкий выкупил газету и редакция переехала в Будишин.
Газета издавалась на четырёх страницах. На первой странице публиковалась главная статья на двух языках. Всего вышло 48 номеров. К концу 1919 года газета имела около пятисот подписчиков.